# Politique du chacun pour soi
La politique du chacun pour soi (en anglais : beggar thy neighbour) est une politique, notamment économique, qui favorise le pays qui la met en place au détriment évident des pays partenaires. Une telle politique peut entraîner des cercles vicieux.

## Concept
La politique du chacun pour soi est une traduction de l'expression britannique « beggar thy neighbour ». Elle désigne toute politique qui profite à un pays, au moins à court terme, en heurtant les autres. Si un pays subventionne fortement un secteur économique tandis qu'un État étranger refuse d'intervenir dans son marché à lui, le pays qui subventionne donne un avantage à son industrie.
Une des mesures les plus classiques du chacun pour soi est la dévaluation compétitive. Dans le cas où un pays dévalue sa monnaie, il s'octroie un avantage compétitif car sa devise devient moins coûteuse que celle des voisins, stimulant ainsi les exportations.
Les politiques du chacun pour soi peuvent toutefois dégénérer en des cercles vicieux. En effet, dès lors que tous les pays imitent une politique égoïste de type beggar thy neighbour, l'effet de la politique en question est contrecarré et annulé. La Grande Dépression a produit un tel effet,. Le système de Bretton Woods a eu pour objectif de mettre en place des taux de change fixes afin d'éviter aux situations de chacun pour soi monétaires de se reproduire.
Les politiques du chacun pour soi sont aujourd'hui gérées par des règles de droit international et par des coopérations entre les pays.